# Национальная сеть нанотехнологической инфраструктуры
Национальная сеть нанотехнологической инфраструктуры (англ. National Nanotechnology Infrastructure Network, NNIN) — интегрированное партнёрство научно-исследовательских организаций США, работающих в области нанотехнологий. Партнёрство поддерживается и финансируется Национальным научным фондом (NSF). Все участники предоставляют возможность сторонним исследователям в области нанотехнологий использовать современное оборудование, обслуживаемое специалистами.

## Участники партнёрства
На ноябрь 2007 в партнёрство входит 13 научно-исследовательских подразделений крупнейших университетов:
- Корнеллская Лаборатория нанотехнологий Корнеллского университета (The Cornell Nanoscale Facility at Cornell University).
- Стэнфордская Лаборатория наноиндустрии Стэнфордского университета (The Stanford Nanofabrication Facility at Stanford University).
- Лаборатория твердотельной электроники Мичиганского университета (The Solid State Electronics Laboratory at the University of Michigan).
- Центр исследований микроэлектроники Технологического института Джорджии (The Microelectronics Research Center at the Georgia Institute of Technology).
- Центр Нанотехнологии Вашингтонского университета (The Center for Nanotechnology at the University of Washington).
- Лаборатория наноиндустрии Пенн Стэйт Пенсильванского университета (The Penn State Nanofabrication Facility at the Pennsylvania State University).
- Нанотех Калифорнийского университета в Санта-Барбаре (Nanotech at the University of California at Santa Barbara)
- Миннесотский нанотехнологический кластер Университета Миннесоты (The Minnesota Nanotechnology Cluster (MINTEC)at the University of Minnesota).
- Наносайенс (Университет Нью-Мексико) Университета Нью-Мексико (The Nanoscience at the University of New Mexico)
- Центр исследований микроэлектроники Техасского университета в Остине (The Microelectronics Research Center at University of Texas at Austin)
- Центр наносистем Гарвардского университета (The Center for Nanoscale Sistems at Harvard University)
- Лаборатория Говарда наномасштабных наук и технологий Университета Говарда (The Howard Nanoscale Science and Engineering Facility at Howard University).

Аффилированный участник: Национальный литографический центр Трайэнгл (The Triangle National Lithography Center at NCSU).

## Нанотехнологии и общество
Участники партнёрства создали специальную программу по исследованию социального и этического значения нанотехнологий (Societal and Ethical Issues in nanotechnology, SEI). Координатор программы — Ана Визеу (Ana Viseu).